# Ruggeri 140
Ruggeri 140 ist eine von Antonio Ruggeri 1896 in Italien gezüchtete Rebenunterlage zur biotechnischen Bekämpfung der Wurzelreblaus. Sie führt bei den Vitis vinifera-Sorten zu einer sehr starken Wüchsigkeit und ist besonders geeignet für kalkreiche, extrem trockene und skelettreiche Böden.

## Abstammung
Ist eine interspezifische Kreuzung aus Vitis berlandieri Resseguier 2 × Vitis rupestris du Lot und wurde von Antonio Ruggeri 1896 in Palermo auf Sizilien gezüchtet.

## Ampelografische Merkmale
- Triebspitze: spinnwebartig behaart mit rötlichem Rand
- Ausgewachsenes Blatt: klein, dick, glänzend, Stielbucht offen, lyraförmig; Blattunterseite nahezu glatt, Adern leicht behaart, Blattzahnung mittelgroß
- Triebe: gerippt, rötlich, leicht behaart
- Blüte: männlich
- Wuchs: sehr wüchsig
- Wurzel: tiefgehendes, starkes Wurzelwachstum

## Eigenschaften – Verwendung
Besondere Eigenheit der Unterlage ist, dass sie bei den Vitis vinifera-Sorten einen sehr starken Wuchs verursacht. Das führt zu einer Reifeverzögerung (Trauben und Holz), welche in nördlichen Weinbauregionen, besonders in späten Jahren, nachteilig ist. Andererseits ist sie für sehr trockene Standorte, wegen ihrer hohen Trockenheitstoleranz, sehr gut geeignet. Verträgt im Boden wie keine andere Unterlagensorte einen sehr hohen Salzgehalt und besitzt eine hohe Kalkverträglichkeit (Aktivkalktoleranz ~30 %, IPC 60).

## Synonyme
140 R., 140 RG, 140 RU, 140 Ruggeri, Berlandieri × Rupestris', 140 Ruggeri, BXR 140, Ruggeri Rugg. 140, Vitis berlandieri × Vitis rupestris 140 Ruggeri